# Zámbiza (parroquia)
Zámbiza es una parroquia rural de las 65 que conforman el área metropolitana de la capital de Ecuador. Se encuentra situada al noreste de la ciudad de Quito, y sus límites los constituyen las parroquias de Llano Chico y Calderón al norte, Jipijapa y Nayón al sur, Puembo y Tumbaco al oeste, y El Inca al oeste. Es una de las poblaciones más antiguas del Cantón Quito con 164 años de fundación civil (441 años de fundación religiosa). Es el lugar de nacimiento de los integrantes del grupo folclórico Jayac.